# Ладанка
Ла́данка (ж.) Ла́данница:
- курильница, у крестьян лампадка перед киотом[1] в красном углу;
- маленький мешочек, в который кладут ладан, сумочка с ладаном или какою-либо святыней, носимая вместе с крестом на шее[1];
- талисман[3][4], амулет[5][1], привеска разного рода, иногда суеверная[2].

## Курильница
Ла́данная курильница, ставимая перед иконами, обыкновенно медная, шаром, с крестиком вверху. Современные ладанки — это курильницы перед киотом или иконой или небольшие сосуды, предназначенные для ароматизированных жидкостей, в которые можно также положить какие-нибудь другие ароматические вещества, например ватку, пропитанную эфирными маслами.

## Мешочек
Обычно ладанка носится на шее, вместе с крестом. Также в ладанке может быть зашит сакральный предмет, например, кусочек мощей. «У бабушки ладанка из Иерусалима с косточкой... от мощей... всегда на себе носит!». Иван Шмелев. «Богомолье». В ладанке носилась и Абракадабра — пишется треугольником таинственное слово, его пишут на дощечке, которые воины Западной Европы носят на груди, отправляясь в бой, как предохранительное средство от болезней и пуль.

## Ладанка в искусстве
- В романе Фёдора Достоевского «Братья Карамазовы» один из главных героев — Дмитрий Карамазов, зашивает в ладанку деньги, которые в дальнейшем послужили причиной катастрофы в его жизни.
- В песне Александра Розенбаума (и Михаила Шуфутинского) «Крещатик» припевом звучит фраза:

На счастье, на счастье
Мне мама ладанку надела на тело
Крещатик, Крещатик,
Я по тебе иду на дело, на дело...
- В романе Виктора Гюго «Собор Парижской богоматери» главная героиня романа — Эсмеральда, носит в ладанке детский башмачок, это всё, что осталось у неё от родной матери — Пакетты Шантфлери.